# Blaze (canal de televisión británico)
Blaze es un canal de televisión abierta británico propiedad de A&E Networks UK, una empresa conjunta de A&E Networks y Sky. El lanzamiento del canal dio inicio a la transmisión de series originales de A&E por primera vez en el Reino Unido.
En 2013, A&E Networks UK contrató a Heather Jones como gerente general. Jones propuso tener un canal de señal abierta en su entrevista. Otros competidores ya habían lanzado canales abiertos en el Reino Unido como TruTV de Turner Broadcasting System en agosto de 2014, Spike de Viacom en abril de 2015 y YourTV de Fox Networks Group en Freeview (TDT) en octubre de 2015. A&E Networks anunció un canal de entretenimiento factual en abierto para el Reino Unido en el tercer trimestre del año. A&E ya había lanzado Lifetime como señal abierta en Turquía. El canal se lanzó el 20 de septiembre de 2016 como el primer canal abierto de la empresa en Sky y Freeview. El 22 de marzo de 2017, A+E Networks Italia lanzó el canal en aquel país, a través del operador Sky Italia. El 18 de abril de 2018 la señal se lanzó en España y Portugal en reemplazo del canal A&E.
La programación del canal se compone de los mejores shows de A&E Networks. Algunas de los programas iniciales fueron:
- Pawn Stars
- Mountain Men
- American Restoration